# Fünf Duette aus Friedrich Rückert's Liebesfrühling
Fünf Duette aus Friedrich Rückert’s Liebesfrühling is een liederenbundel van Christian Sinding. Het is een van de spaarzame werkjes van de componist, waarbij twee zangstemmen zijn voorgeschreven: sopraan en bariton, begeleid door piano. De verzameling is een van de minst bekende werken van Sinding. Er zijn geen opnamen bekend van de liederen.
De vijf liederen zijn
1. Schön is das Fest des Lenzes
2. Grün ist der Jasminenstrauch
3. Ach, dass ewig hier die Liebe
4. Eia, wie flattert der Kranz
5. Deine Liebe hat mich beschlichen